# Foresta di Is Cannoneris
La foresta demaniale di Is Cannoneris è costituita da una vasta e omogenea lecceta, la più estesa in Europa, che va dal territorio di Santadi e Teulada, nel versante sud-occidentale dei monti del Sulcis, a quello di Domus de Maria e Pula, nel versante orientale degli stessi. Al suo interno sono presenti numerose specie vegetali e animali di notevole interesse biologico-naturalistico.

## Geografia e morfologia
Sicuramente interessante il panorama visibile dalla P.ta Sebera che permette di dominare la costa sud-ovest della Sardegna (ben visibile la pianura che da Giba si distende sino alla spiaggia di Porto Botte e le isole dell'arcipelago del Sulcis, in particolare l'isola di Sant'Antioco) sino a Portoscuso. Si domina anche buona parte del golfo di Cagliari in direzione est e ovviamente parte delle limitrofe foreste di Pantaleo (a occidente) e M. Nieddu.
Le formazioni rocciose più attraenti e suggestive si concentrano nelle seguenti località: nella parte centrale del comprensorio (Portas Santas, P.ta Sapienza, P.ta Matta Sola, P.ta Calamixi), nella parte nord (M. Mannu e P.ta Is Litteras). Nella foresta sono presenti diverse forre, canyon e al suo interno la foresta è solcata da numerosi impluvi dove scorrono corsi d'acqua che vanno spesso a formare piscine naturali, cascate che cadono dai diversi rilievi rocciosi, principalmente graniti (leucograniti e granodioriti). I corsi d’acqua principali sono: Mitza su Filisargiu, R. Isca de Crapitta, Canale de su Marigosu, Riu sa Truba e sa Para, Riu su Pizianti, Canale Medau Angiu.
All’interno della foresta, le quote variano tra i 225 m s.l.m. ai 1000 m s.l.m. in cima al monte P.ta Sebera. Il complesso forestale di Is Cannoneris è interessato da morfologia accidentata in alcune aree e più dolce in altre. Presentano territorio maggiormente accidentato con tratti caratterizzati da forti pendenze, le aree limitrofe a Portas Santas e P.ta Sapienza, P.ta Matta Sola, P.ta Calamixi, la parte a nord del perimetro forestale (M. Mannu e P.ta Is Litteras) e quella ad ovest (da P.ta Is Spadas a Punt'e sa Stria).

## Fauna
Quest'area è l'unica nella quale tra gli anni sessanta e settanta si è preservato il cervo sardo, variante endemica sardo-corsa del cervo europeo, che in quegli anni era ormai estinta nel resto dell'isola e in Corsica per via della caccia indiscriminata. Grazie ai programmi di protezione e preservazione del branco della foresta di Is Cannoneris (formato in quegli anni da circa 150-300 esemplari), al divieto di caccia di questo animale, insieme alla protezione e preservazione del suo ambiente e alla creazione dell'oasi faunistica WWF di Monte Arcosu, è stato possibile favorirne la riproduzione e quindi un cospicuo aumento numerico (oggi il branco originario è formato da oltre 1000 esemplari e si è a sua volta diviso al suo interno in 3-4 sotto-branchi distribuiti tra Is cannoneris (sia versante occidentale che orientale), Monte Arcosu, la foresta di Marganai e le aree boschive della costa verde nell'Iglesiente sino ad Arbus, Guspini e le Miniere di Montevecchio, Capoterra e il Sarrabus) e reintrodurre la specie nelle altre zone boschive dell'isola e in Corsica.
Popolano la zona anche il cinghiale e altri piccoli mammiferi come le volpi, le donnole, i gatti selvatici, i ghiri, ecc.. Infine non è raro osservare l'aquila reale, il falco pellegrino, il gheppio, il corvo imperiale e le beccacce.

## Flora
Ricca di specie forestali affermate, il comprensorio costituisce un esempio interessante sotto il profilo paesaggistico. La vegetazione interna al complesso forestale è a tratti molto rigogliosa, se si escludono alcune aree scarsamente ricoperte da vegetazione costituita da macchie (macchia-foresta), non per questo di minore interesse paesaggistico. In località Is Concas de S’Arrideli, al confine con il complesso forestale di Monte Nieddu, sono presenti diversi esemplari anche di notevoli dimensioni di ginestra dell'Etna.